# Paradysderina hermani
Espèce
Paradysderina hermani est une espèce d'araignées aranéomorphes de la famille des Oonopidae.

## Distribution
Cette espèce est endémique de la province de Napo en Équateur,. Elle se rencontre vers 1 615 m d'altitude sur le Reventador.

## Description
La femelle holotype mesure 2,67 mm.

## Étymologie
Cette espèce est nommée en l'honneur de Lee Herman.

## Publication originale
- Platnick & Dupérré, 2011 : The Andean goblin spiders of the new genera Paradysderina and Semidysderina (Araneae, Oonopidae). Bulletin of the American Museum of Natural History, no 364, p. 1-121 (texte intégral).